# Церрік
Церрік (алб. Cërrik) — місто на півдні Албанії, за 16 кілометрів від міста Ельбасан.
Чисельність населення складає 18 764 чоловік (на 2007 рік). Населення в основному албанці. Є також невелика кількість грецьких жителів.
Населення в основному зайнято землеробством і в деревообробній промисловості.
В місті також є найбільший в Албанії нафтопереробний завод.
В Церріку знаходяться три університети.

## Спорт
Футбольний клуб з міста Церрік «KS Turbina Cërrik» виступає у вищому дивізіоні чемпіонату Албанії. Клуб заснований у 1956 році. У місті є також волейбольна команда «Cërrik».